# Wiktor Alexandrowitsch Pikaisen
Wiktor Pikaisen (russisch Виктор Александрович Пикайзен; * 15. Februar 1933 in Kiew; † 6. Juli 2023) war ein russischer Geiger und Musikpädagoge.

## Lebenslauf
Pikaisen begann im Alter von fünf Jahren mit dem Violinspiel. Von 1939 bis 1941 wurde er im Kiewer Konservatorium unterrichtet, 1941 bis 1944 in der Evakuation in Alma-Ata, danach ab 1945 an der Moskauer Gnessin-Musikschule in der Klasse von David Oistrach. Danach trat er in die Klasse von Oistrach im Moskauer Konservatorium über, das er 1960 mit der Aspirantur abschloss. Pikaisen ist der einzige Schüler von Oistrach, der bei ihm von der Musikschule bis zum Abschluss der Aspirantur am Konservatorium studierte. Seit dem Beginn der 1960er Jahre begann er eine internationale Konzertkarriere.
Pikaisen gewann den zweiten Preis bei den Wettbewerben von Prag (1949), Paris (1957) und beim Moskauer Tschaikowski-Wettbewerb 1958; er gewann den Paganini-Wettbewerb in Genua 1965. Von 1966 bis 1986 und erneut seit 2006 unterrichtete er am Moskauer Konservatorium, sowie seit 1993 in Ankara, des Weiteren am Moskauer Schnittke-Institut und an der Zentralen Musikschule des Moskauer Konservatoriums. Ab 1987 unterrichtete er auch im schwäbischen Kirchheim unter Teck. Er war Mitglied der Jurys zahlreicher Wettbewerbe. Er hat eine Tochter, die in den USA lebende Pianistin Tatjana Pikaisen.
Seine Gesamtaufnahme der Paganini-Capricci aus den sechziger Jahren gilt als eine der besten.
Wiktor Pikaisen starb am 6. Juli 2023 im Alter von 90 Jahren.